# Kibri
Kindler & Briel GmbH (сокр. Kibri) — одна из старейших немецких фирм-производителей аксессуаров для железнодорожных моделей. Штаб-квартира компании с 1895 по 2007 год находилась в Бёблингене, а с 2007 по 2010 годы — в Шопфлохе. В июле 2010 года Kibri объявила о банкротстве. В 2010 году компания Viessmann Modelltechnik приобрела все права на бренд Kibri и с тех пор продолжает им управлять.

## История

### До 2000 года

#### С 1895 по 1945 гг.
Компания была основана в 1895 году Вильгельмом Киндлером-старшим и Адольфом Брилем в Бёблингене под названием Kindler und Briel. Первоначально компания производила только металлические игрушки. Изделия из других материалов обычно поступали от других поставщиков. Многочисленные игрушки для кукольных и игрушечных магазинов, а также аксессуары для железнодорожных моделей производились в основном из листового металла.
После смерти Вильгельма Киндлера-старшего в 1916 году, управление компанией взял на себя его сын Вильгельм Киндлер-младший. После его смерти руководство перешло к его сыну Паулю Киндлеру и зятю Рудольфу Гусманну. 
Среди коллекционеров старых железнодорожных моделей особенно ценятся хотя и относительно простые, изготовленные из листового металла, но благодаря умелому выбору формы и цвета очень  натуральные железнодорожные станции, сигнальные будки, железнодорожные переезды и другие аксессуары для железнодорожных моделей 1930-1955 годов в типоразмерах I, 0 и 00. В дополнение к изделиям из листового металла существовала также система строительства мостов из дерева, небольшие туннели с крашеными деревянными порталами, картонной крышкой, а также гипсовая клеевая смесь (в каталогах Kibri в то время называлась пластиком). Перед войной компания Kibri производила здания из листового металла и деревянные туннели, в том числе для ассортимента Trix Express. В годы войны были созданы вокзалы для больших типоразмеров. Из-за нехватки материалов детали из листового металла пришлось заменить деревянными.

#### После войны
После Второй мировой войны Kibri продолжала выпускать свою продукцию в 1948 и 1949 годах. Существуют миниатюрные здания, произведённые Kibri, которые были изготовлены из консервного листа и имеют характерное тиснение. Послевоенные товары Kibri изначально отмечались штампом "Kibri – made in US-Zone Germany". Примерно с 1952 года стал использоваться штамп "Kibri – made in West Germany". Примечательно, что многие товары этого периода сейчас можно купить на онлайн-аукционах в США. Это связано с тем, что дислоцированные здесь американские солдаты покупали продукцию Kibri и привозили её в Соединённые Штаты. В 1954, 1955 и 1956 годах каталоги Kibri выходили на английском языке, некоторые даже с ценами в долларах США. В период с 1950 по 1953 гг. Kibri вновь поставляла здания из листового металла для ассортимента компании Fleischmann в типоразмере 0.
С середины 1950-х годов металлообработка медленно заменялась технологией литья пластмасс под давлением. Как и у другие производители, Kibri использовала полистирол. Kibri стала одним из самых значительных производителей аксессуаров для железнодорожных моделей наряду с Faller и Vollmer. Одной из самых известных пластиковых моделей Kibri был резервуарный парк, произведённый в 1959 году. Он состоял из пяти отдельных комплектов, которые также предлагались в виде готовых моделей до 1972 года.  В дальнейшем многие другие модели в типоразмерах H0, N и Z изготавливались по конкретным образцам в Германии и других странах.
В октябре 1973 года пожар на заводе в Бёблингене остановил производство, но в 1975 году было построено новое здание. Поскольку в Шопфлохе был филиал компании, производство удалось сохранить. Но архив компании всё же был уничтожен. Поэтому сегодня, чтобы проследить историю компании Kibri, приходится опираться на старые каталоги и коллекции. К 100-летнему юбилею в 1995 году Kibri выпустила памятное издание с обзором. Кроме того, был переиздан каталог 1937 года, в котором показан весь ассортимент того времени.
В отличие от большинства конкурентов, Kibri, помимо зданий и элементов ландшафтного дизайна, также предложила широкий спектр моделей транспортных средств, таких как грузовики, строительная техника, краны, гусеничные машины и автомобили для типоразмеров H0, N и Z. В 1976 году впервые появились модели строительной техники в масштабе 1:87, которые долгое время рекламировались под слоганом "У Kibri есть специальные" (нем. "Kibri hat die Besonderen"). Kibri произвела фурор в конце 1980-х - начале 1990-х годов своими большими моделями кранов. Среди них была модель крана Gottwald AMK 1000, который на тот момент был самым мощным автокраном в мире.